# Бімбісара
Бімбісара (बिम्बिसार, 558 до н. е. —491 до н. е.) — засновник й перший магараджа Маґадги у 543–491 роках до н. е., покровитель буддизму.

## Життєпис

### Зовнішня політика
Про його батьків немає вірних відомостей. Походив з роду Хар'янта. Син індуського вождя дрібного князівства, що розташовувалося на півдні сучасного Біхару. Поступово він розширив свої володіння, докладаючи як свої військові, так й дипломатичні здібності. Було укладено союзи з династіями Мадри (центральний Пенджаб), Гандхари, Кошали, Аванті, лічхавів. Важливим періодом було тривала й запекла війна з державою Анга (західна Бенгалія), яка завершилася поразкою останньої й включення її території до складу Маґадги. Намісником Анги було призначено молодшого сина Бімбісари. На кінець свого володарювання держава охоплювала 80 тис. поселень.
Наприкінці правління Бімбісара вступив у ворожнечу з лічхавами, від яких зазнав низку поразок. Все це сильно підірвало авторитет магараджі. Цим скористався його старший син Аджаташатру, який зненацька полонив батька й незабаром замучив голодом до смерті.

### Внутрішня політика
За його правління сформувався потужний бюрократичний апарат. Водночас магараджа пильно контролював діяльність чиновників. Карне право часів Бімбісари було доволі суворим.
Став покровителем Будди, якого запросив до своєї новозведеної столиці Раджаґріхи. Тут Бімбісара вів диспути з Буддою, намагаючись повернути того до життя, яке повинен був вести кшатрій. Утім невдало. Пізніше Бімбісара всіляко підтримував розповсюдження буддизму.